# Cyganowo (Sumowo)
Cyganowo – część wsi Sumowo, w Polsce, w województwie podlaskim, w powiecie sejneńskim, w gminie Sejny.
W latach 1975–1998 należała administracyjnie do województwa suwalskiego.